# ICE 3
ICE 3 — третє серійне сімейство німецьких швидкісних електропоїздів ICE. Чотири поїзди ICE International належать Nederlandse Spoorwegen . На основі ICE 3 Siemens розробив новий тип поїзда Siemens Velaro.
50 з 67 одиниць працюють в Німеччині (BR 403). 17 одиниць (у тому числі чотири з Nederlandse Spoorwegen) є сумісним з іншими системами і виконують рейси також в Нідерланди та Бельгію (BR 406).
1 лютого 1999 року - значно раніше запланованого - у випробувальному центрі Siemens Wegberg-Wildenrath були проведені перші випробування на швидкість до 135 км/год.
У брифінгу для запрошених дизайнерів Deutsche Bahn наголосила, що нові транспортні засоби повинні "демонструвати технічний прогрес та наявність нового покоління транспортних засобів".
5 листопада 2000 року розпочалася експлуатація на лінії Мюнхен–Гамбург/Бремен (з розчепленням у Ганновері).

Одночасно було розпочато регулярну експлуатацію в Нідерландах. Між Кельном і Амстердамом був встановлений двогодинний інтервал, одне потяг-пари курсувала з/до Франкфурта-на-Майні; два потяги EuroCity спочатку залишилися в експлуатації.